# Gustaf Torelius
Pär Gustaf Torelius, född 26 februari 1847 i Sävare socken, Skaraborgs län, död 18 november 1924 i Varnhem, var en svensk journalist och riksdagsman. 
Torelius studerade vid Uppsala universitet 1870-1876 och vid Tübingens universitet 1877-1878, var 1878-1885 lärare vid evangeliska prästseminariet i Basel och var redaktör och utgivare av den kyrkligt konservativa tidningen Vårt Land 1886-1903. Under hans ledning vann tidningen till en början hastig spridning och tog livlig del i den dagspolitiska och litterära polemiken. Han var, invald av Älvsborgs läns valkrets, ledamot av riksdagens första kammare 1892-1900, vars protektionistiska parti han tillhörde.